# Campestre Flamboyanes
Campestre Flamboyanes är en ort i Mexiko.   Den ligger i kommunen Progreso och delstaten Yucatán, i den östra delen av landet, 1 000 km öster om huvudstaden Mexico City. Campestre Flamboyanes ligger 3 meter över havet och antalet invånare är 4 027.
Terrängen runt Campestre Flamboyanes är mycket platt. Runt Campestre Flamboyanes är det tätbefolkat, med 709 invånare per kvadratkilometer. Närmaste större samhälle är Progreso de Castro, 8,1 km norr om Campestre Flamboyanes. I omgivningarna runt Campestre Flamboyanes växer i huvudsak lövfällande lövskog.